# Stazione di Iriso
La stazione di Iriso (入曽駅?, Iriso-eki) è una stazione ferroviaria della città di Sayama della prefettura di Saitama, ed è servita dalla linea Shinjuku delle Ferrovie Seibu, a circa 36 km di distanza dal capolinea di Seibu-Shinjuku.

## Linee
Ferrovie Seibu
● Linea Seibu Shinjuku

## Struttura
La stazione si trova in superficie ed è dotata di due marciapiedi laterali con due binari passanti, collegati al fabbricato viaggiatori posto sopra i binari da scale fisse e mobili.
| 1 | ● Linea Seibu Shinjuku | per Tokorozawa, Takadanobaba e Seibu-Shinjuku |
| 2 | ● Linea Seibu Shinjuku | per Sayamashi e Hon-Kawagoe                   |

## Stazioni adiacenti
| «                    | Servizio             | »                    |
| Linea Seibu Shinjuku | Linea Seibu Shinjuku | Linea Seibu Shinjuku |
| -------------------- | -------------------- | -------------------- |
| Shin-Tokorozawa      | Locale               | Sayamashi            |
| Shin-Tokorozawa      | Semiespresso         | Sayamashi            |
| Shin-Tokorozawa      | Espresso             | Sayamashi            |
| Transito             | Espresso pendolari   | Transito             |